# Giuseppe Sterzi
Giuseppe Nazzareno Sterzi (ur. 19 marca 1876 w Cittadella, zm. 17 lutego 1919) – włoski neuroanatom i historyk medycyny. Ukończył studia na Uniwersytecie w Pizie, po przedstawieniu dysertacji na temat opon mózgowych rozpoczął pracę w instytucie anatomicznym u Dante Bertelliego. W 1906 roku został profesorem anatomii topograficznej. Od 1910 roku profesor na katedrze Uniwersytetu w Cagliari. Jego uczniami byli Mario Aresu i Giuseppe Brotzu. Zmarł na hiszpankę 17 lutego 1919 roku w wieku 43 lat. 

## Wybrane prace
- Le meningi spinali dei Pesci Contributo alla filogenesi delle meningi spinali. Monitore zoologici italiano 10, 38-42 (1899)
- Ricerche intorno alla anatomia comparata ed all'ontogenesi delle meningi: considerazioni sulla filogenesi (C. Ferrari, 1901)
- Die Blutgefässe des Rückenmarks; Untersuchungen über ihre vergleichende Anatomie und Entwickelungsgeschichte: Untersuchungen über ihre vergleichende Anatomie und Entwickelungsgeschichte (1904)
- Sistema nervoso centrale dei vertebrati: ricerche anatomiche ed embriologiche (1907)
- Giulio Casseri, anatomico e chirurgo (c. 1552-1616).: Richerche storiche del Dott. Giuseppe Sterzi (Istituto Veneto di Arti Grafiche, 1909)
- Josephus Struthius (Józef Struś) lettore nello studio di Padova (Istituto veneto di arti grafiche, 1910)
- Anatomia del sistema nervoso centrale dell'uomo: trattato per medici e studenti (1914)